# Dōjinshi

La marca de símbol de llicència "doujin mark" que permet la creació secundària sense permetre la duplicació, i permet una distribució diferent a la digital a la convenció doujinshi, independentment de si és gratuïta o de pagament.

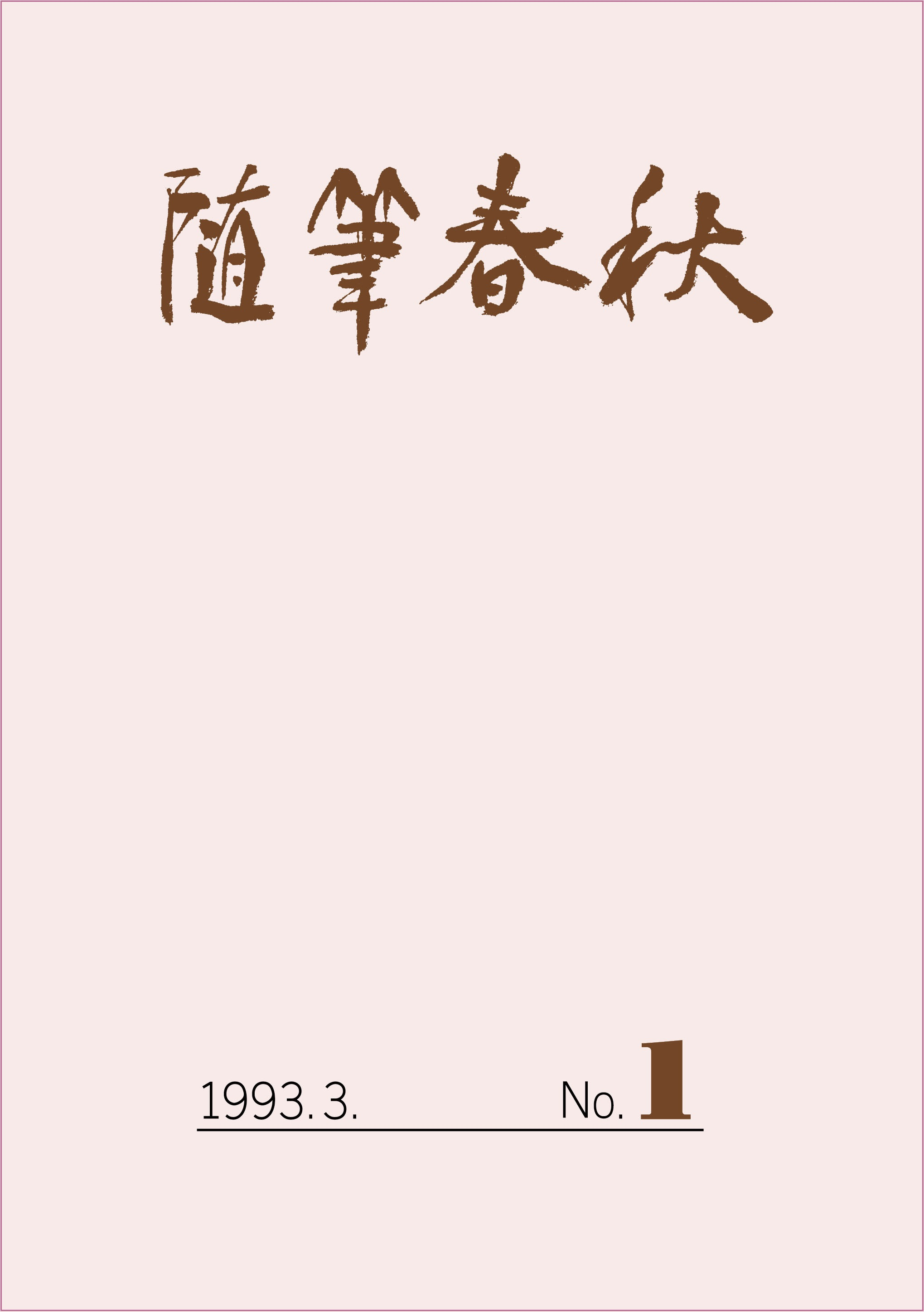
Reproducció digital de la portada del primer número de d'alfabetització doujinshi, publicat el 1993.

Un dōjinshi (同人誌), també romanitzat doujinshi, és un còmic japonès (manga) dibuixat per afeccionats en comptes de dibuixants professionals. Es tracta normalment de fanzines de manga. El terme ve de dōjin (同人) «grup literari», que era la forma tradicional de producció, i shi (誌) «revista» o «distribució».
Hi ha autors de dōjinshi que es convertiren en autors professionals, majoritàriament els autors nascuts a partir de finals de la dècada de 1970.
Alguns es podrien considerar treballs d'afeccionats (fanwork), però molts (les CLAMP van començar amb dōjinshi) són simplement publicacions de manga de petita tirada. Normalment, el dibuixant de dōjinshi es basen en un manga o un anime de moda, però pot incloure títols anteriors o fins i tot els personatges originals del mangaka. Les històries consisteixen normalment en una paròdia o una història original amb els personatges del manga o anime donat. També existeixen dōjinshi sobre obres o pel·lícules europees i americanes, com ara Harry Potter, Les Supernenes o Star Wars.
Es desenvolupà a les dècades del 1970 i el 1980. Destaca la convenció semestral Comiket dedicada al dōjinshi, creada el 1975.
A primera vista, sembla que les històries i il·lustracions orientades als adults dominen aquest sector del manga, però molts dōjinshi, de fet, no estan necessàriament orientats al lector adult, sinó que són creats per gent que prefereix publicar els seus propis còmics o està buscant ser captat per entrar al mercat. Els artistes i il·lustradors de dōjinshi, tant els individuals com els membres d'un "cercle", poden ser mers aficionats o fins i tot artistes professionals.
Els seguidors més àvids de l'art del dōjinshi acudeixen a una convenció semestral anomenada Comiket (Comic Market, mercat de còmics) que té lloc tots els estius i hiverns a Tòquio. Allà, els dōjinshi nous i fins i tot els antics es compren, venen i intercanvien. Degut a les lleis dels drets d'autor, els artistes de dōjinshi només poden imprimir unes poques còpies dels seus llibres. Això fa que les obres dels artistes i cercles més buscats es converteixin en una cosa que només els que tenen més sort i rapidesa podran aconseguir abans que la tirada s'esgoti.
No existeix una mida fixa per als dōjinshi, i és que cada artista o cercle pot produir en la mida que desitgi. Els preus poden variar entre un euro i diversos centenars d'euros. Aquest tipus d'art es va expandir enormement durant els anys 1990 perquè promou una forma d'art lliure i atrau tant als artistes amb talent com als seguidors.
El 1999 l'autor d'un dōjinshi hentai de Pokemon fou denunciat per Nintendo.

## Percepció
En la cultura occidental dels treballs dōjinshi són percebuts sovint com a derivats de treballs existents, semblant al que es coneix com a fanfiction. En certa manera això és cert, molts treballs dōjinshi solen ser paròdies o històries alternatives que utilitzen les atmosferes de sèries conegudes de manga o anime i fins i tot videojocs. No obstant això, molts altres dōjinshi són treballs completament originals en tots els aspectes, des dels personatges fins a la història.

## Categories

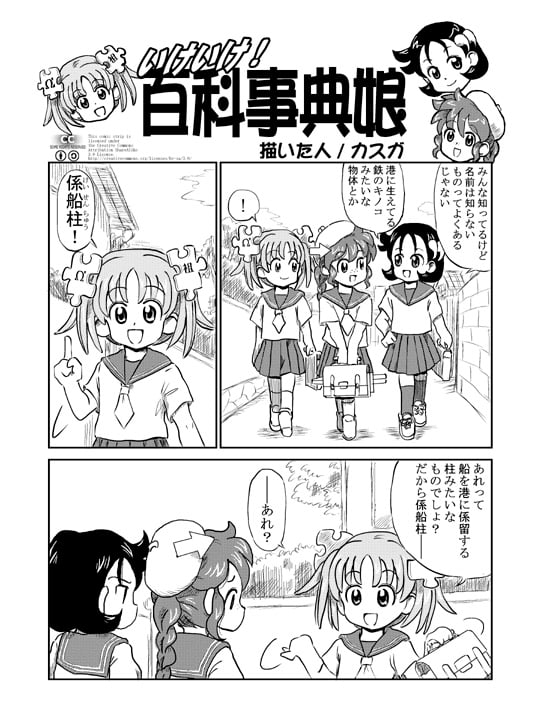
Primera pàgina del doji-manga sobre Wikipe-tan, Commons-tan i Wikiquote-tan.

Es distingeixen en categories similars al manga: Kenzo (per a nens), Shonen (per a joves i adolescents), Yaoi June (per a dones) i H "ecchi" (per a adults: pornogràfics). De les tres categories, el yaoi (que habitualment tracta sobre sexe homosexual entre homes) ha crescut ràpidament. Alguns dōjinshi són històries originals que poden pertànyer a qualsevol categoria; altra cosa que afecta un dōjinshi és la popularitat d'un anime o manga: si té èxit tindrà un dōjinshi; algunes són històries innocents però altres no ho són. Els dōjinshi ippan no contenen material adult i solen ser adequats per a gent més jove.